# Asterisk (telefonväxel)
Asterisk är en telefonväxel som bygger på fri programvara och klarar av protokoll som SIP, IAX, MGCP och H.323, till och med Skype. Asterisk används över hela världen av uppstickare inom telefonbranschen till exempel av Rix Port80 i Sverige. Asterisk utvecklades från början av Mark Spencer på Digium till Linux men har sedan portats till flera andra operativsystem som  NetBSD, OpenBSD, FreeBSD, Mac OS, och Solaris. Porten till Microsoft Windows går under namnet Asterisk32. Namnet kommer från tecknet *, det vill säga en asterisk.

## Utveckling
- 1.0 - Släppt 23 september 2004[1]
- 1.2 - Släppt 15 november 2005[2]
- 1.4 - Släppt 26 december 2006[3]
- 1.6 - Släppt 2 oktober 2008[4]
- 14.4 - Släppt 7 april 2017[5]

## FreePBX
FreePBX är ett grafiskt skal till Asterisk. FreePBX har utvecklats och testats av tusentals frivilliga. FreePBX har laddats ner över 5 000 000 gånger och används uppskattningsvis av över 500 000 aktiva telefonsystem.[källa behövs] FreePBX är släppt under den fria licensen GNU GPL.